# Othmar Commenda

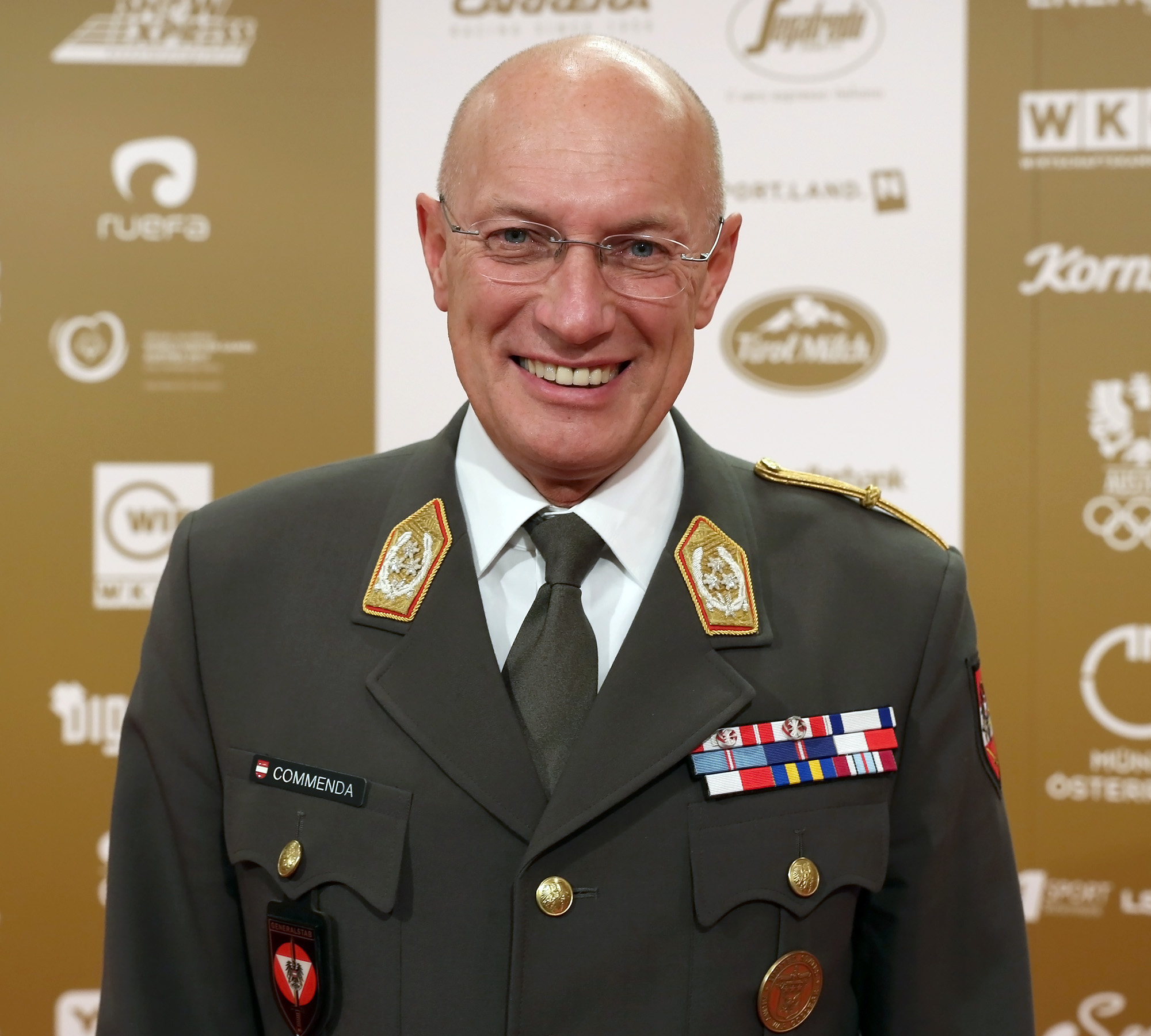
Othmar Commenda (2013)

Othmar Commenda (* 29. Mai 1954 in Wels) ist ein ehemaliger österreichischer Offizier und war von Mai 2013 bis 30. Juni 2018 Chef des Generalstabes des Bundesheeres, nachdem er diese Funktion schon von 24. Jänner bis 7. November 2011 interimistisch innehatte.

## Leben

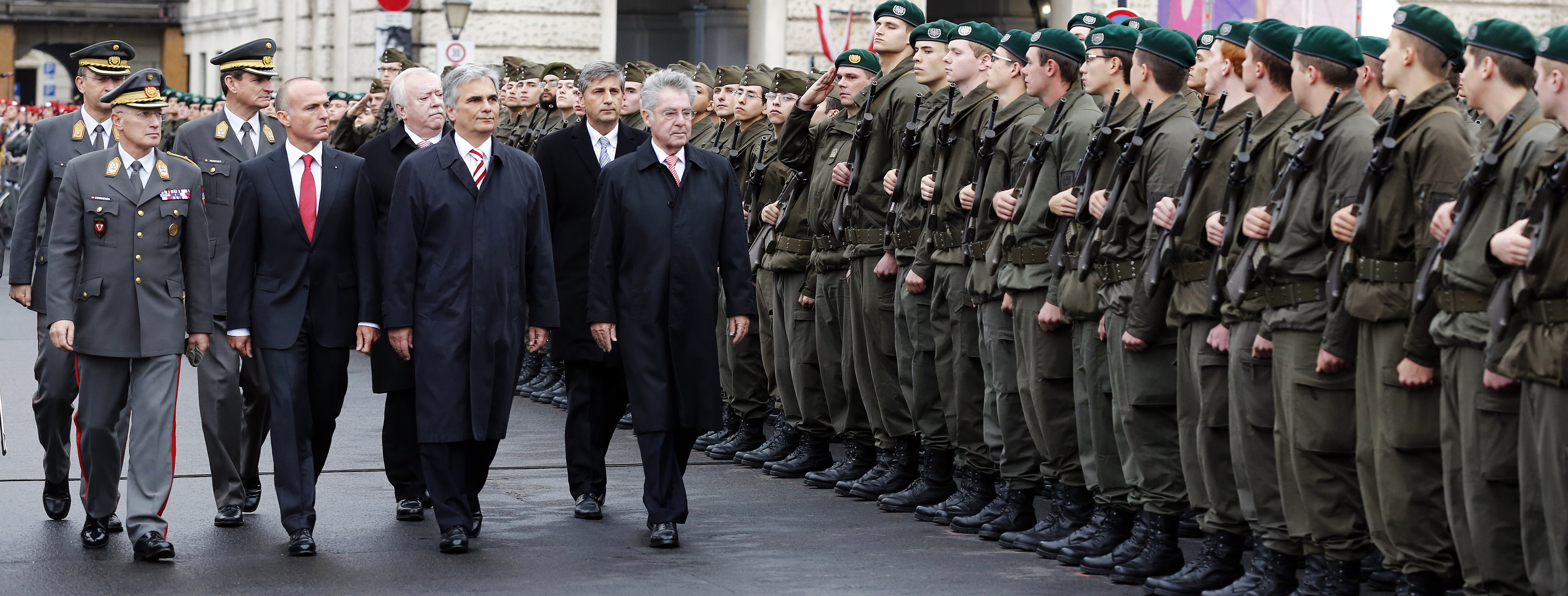
Nationalfeiertag 2013: Othmar Commenda (vorne links) mit (von rechts) Bundespräsident Fischer, Vizekanzler Spindelegger, Bundeskanzler Faymann, Bürgermeister von Wien Häupl und Verteidigungsminister Klug

Nach seinem Präsenzdienst 1975 absolvierte Commenda die Offiziersausbildung an der Theresianischen Militärakademie (Jahrgang Pasubio) und war ab 1979 als Zugs- und als Kompaniekommandant beim Panzerbataillon 14 in Wels eingesetzt. 1983/84 war Hauptmann Commenda Kompaniekommandant der 3Kp bei den United Nations (UNDOF) in Syrien-Golan.
Commenda absolvierte an der Landesverteidigungsakademie die Generalstabsausbildung, die er 1988 mit Auszeichnung abgeschlossen hat. 1996 war Oberst Commenda zur einjährigen Ausbildung am United States Army War College (USAWC) in Carlisle, die er mit einem Master in Strategischen Studien abgeschlossen hat. 1999 absolvierte Commenda die Ausbildung „Lehrgang höhere Führung“ an der Führungsakademie der Bundeswehr in Hamburg.
Von 1988 bis 1991 war Commenda Hauptlehroffizier für Taktik an der Landesverteidigungsakademie in Wien. 1992 wurde Commenda mit der Führung des Heeresaufklärungsbataillons in Mistelbach (Niederösterreich) betraut, bis er 1994 Stabschef und stellvertretender Brigadekommandant der 3. Panzergrenadierbrigade in Mautern an der Donau wurde. Danach war er an der Auslandsübung Cooperative Guard 99 der Partnerschaft für den Frieden in Tschechien beteiligt sowie ab 2000 stellvertretender Leiter der Abteilung Militärpolitik im Generaltruppeninspektorat im Bundesministerium für Landesverteidigung. Ab 1996 bis 2000 war Commenda im Dienstrang eines Obersts als Kommandant des 15. Generalstabslehrganges eingesetzt.
Ab 2001 war Brigadier Commenda Leiter der Stabsabteilung im Kabinett des Verteidigungsministers und ab 2003 mit der Leitung des Kabinetts des Bundesministers für Landesverteidigung betraut. 2003/2004 wurde Generalmajor Commenda mit der Leitung des Projektmanagements der Bundesheerreformkommission betraut und ab 2004 war er unter Bundesminister Günther Platter als Leiter des Management ÖBH 2010 für die Umstrukturierung des Österreichischen Bundesheeres verantwortlich.
2008 wurde Generalleutnant Commenda von Verteidigungsminister Norbert Darabos zum Stellvertreter des Generalstabschefs ernannt. Von der Absetzung des Generalstabschefs Edmund Entacher durch Darabos am 24. Jänner 2011 bis zu deren Aufhebung am 8. November 2011 war Commenda interimistischer Chef des Generalstabes. Im Mai 2013 wurde er Chef des Generalstabes und zum General befördert. Nach seiner Pensionierung Ende Juni 2018 folgte ihm als Generalstabschef im Juli 2018 Robert Brieger nach.

## Sonstiges
Commenda ist verheiratet, hat zwei Kinder aus erster Ehe und lebt in Wien.

## Auszeichnungen (Auszug)
- 2004: Großes Ehrenzeichen für Verdienste um die Republik Österreich[3]
- 2013: Großes Goldenes Ehrenzeichen für Verdienste um die Republik Österreich[4]
- 2018: Goldenes Ehrenzeichen des Landes Oberösterreich[5]
- 2018: Großer Tiroler Adler-Orden für Verdienste um das Militärwesen[6]
- Wehrdienstmedaille in Bronze
- Wehrdienstzeichen 1. Klasse
- Wehrdienstzeichen 2. Klasse
- Wehrdienstzeichen 3. Klasse